# Vladavina
Vladavína je tisti del družbene dejavnosti, ki upravlja državo ali skupnost (družbeno ureditev). Že od antike ta pojem povzema predvsem izvršilno oblast, le redko še del državne uprave, saj je uveljavljena razdelitev vej oblasti, a zgodovina pozna veliko odstopanj od teh teoretičnih predvidevanj. Filozofija, ki je predvidevala porazdelitev oblasti je nenazadnje nastala zaradi koncentracije oblasti v eni osebi ali eni državni funkciji. Veda, ki preučuje vladavine, je arhontologija. 
Funkcije vlade so pobiranje davkov, ureditev proračuna, izvajanje in oblikovanje politik, imenovanje mirovnih, orožnih in reševalnih sil in njihovo financiranje in usposabljanje, urejanje odnosov zunaj države ali skupnosti, dejavnosti za oskrbo prebivalstva. Te funkcije se izvajajo glede na državno ureditev (ustava), nacionalne tradicije in razmišljanja prebivalcev skupnosti in državljanov glede tega kaj je država in kdo in na kakšen način jo upravlja. Pomemben dejavnik pri stabilnosti in trdnosti vlade so sami dejavniki, ki usmerjajo politično delovanje in omogočajo ali onemogočajo državne reforme. Prav tako pomemben dejavnik pa je tudi sporazum z mnogimi strokovnimi, interesnimi in gospodarskimi združenji, ki sestavljajo civilno družbo. S prenehanjem fevdalne ureditve je imetje zemlje postalo manj pomemben dejavnik pri gospodovanju. Z uvedbo prostega tržišča pa vedno manj nosi politično težo nacionalna pripadnost. 
Vlada je podrejena različnim teoretičnim podlagam, na katerih je postavljena država/skupnost. Če državi vladajo sposobni (meritokracija), plemeniti (aristokracija), uradniki (birokracija) ali kateri drugi del prebivalstva, kateremu se še posebej zaupa, je izhodišče lahko tako pravno ali politično določeno. Tako lahko odločevalci (volivci, delegati, svetniki) ali zakonodajalci izbirajo med vladajočimi najbolj sposobne ali pa določajo samo vsebino države kot skupščina.

## Porazdelitev vladavin na skupine

### Glede na moč odločevalcev
- Aristokracija - Vladajo pripadniki več plemenitih rodov
- Genijokracija - Vladavina, kjer vladajoči mora izkazati kreativnost, inovacijo, inteligenco in modrost za vlado
- Kratokracija - Vlada, kdor poseduje moč
- Meritokracija - Vlada zaslužnih, zmožnih in sposobnih
- Timokracija - Vladavina častnih državljanov in lastnikov zemlje
- Tehnokracija - Vlada profesionalcev, inženirjev, tehnično spretnih in veščih obrtnikov

### Glede na moč avtokratov
- Avtokracija - vladavina ene osebe, ki ni podrejena tako zunanjim pravnim omejitvam kot običajnim mehanizmom nadzora države s strani prebivalstva (z izjemo groženj). Avtokratu prebivalstvo streže.
- Despotizem - Organ vlada državi s popolno absolutno močjo in ga ni moč umakniti z oblasti, državljani so v njegovi lasti
- Diktatura - Posameznik ima popolno oblast nad državo ali skupnostjo. Lahko prevzame oblast na legitimen način, a nadaljnje spremembe onemogočajo, da bi kdo drug na demokratičen način prišel na oblast. Vojaška diktatura pomeni predvsem uporabo vojske pri uveljavljanju oblasti.
- Fašizem - Vladavina, kjer vlada državi stranka in njen vodja. Opira se na zavezo narodni ali nacionalni skupnosti in povezovanju njenih članov v skupnost. Opira se s sklicevanjem na raso in narodnost na volilno bazo, posameznika in njegove pravice pa lahko nastradajo ob ostrem prestrukturiranju ekonomske in socialne ureditve in sistematičnem onemogočanju opozicije.

### Glede na izvor moči
- Bankokracija - vladajoči so pod vplivom finančnih ustanov
- Korporatokracija - vladajoči so pod vplivom korporacij
- Nepotokracija - vladajo nečaki, sorodniki, rodbine
- Kakistokracija - vladajo najslabši in najmanj primerni
- Kleptokracija - vladajo tatovi ali pomagajo pri kaznivih dejanjih
- Ohlokracija - vladajo množice, ulica, pritiski večine, brezimnih, vlada ihta nad razumom

### Glede na monarhične elemente
- Monarhija - sistem vladavine, kjer vlogo predstavnika države prevzame posameznik, monarh, ki moč preda dediču.
- Absolutna monarhija - monarh je tako predsedujoči državi kot tudi predseduje izvršilni oblasti države (Kraljestvo Savdske Arabije)
- Ustavna monarhija - sistem monarhije, kjer vodi državo monarh, a ga omejuje ustavna ureditev, ki določa oziroma omejuje monarha
- Diarhija - vlada dveh vladarjev, ki obenem izvršujeta oblast nad državo. Ureditev zahteva usklajevanje in gre za eno najstarejših oblik monarhične vladavine.
- Voljena monarhija - Monarha se po smrti voli med kandidati, pri tem se pri vladavini različno težo daje izkušnjam, starosti in kvalifikacijam
- Emirat - ali sultanat, najvišja oblast je v rokah emirja, absolutnega vladarja, ki pa ima pri tem lahko tudi ustavne omejitve
- Federalna monarhija - federacija držav z različnimi ureditvami in ustavami postavijo za vodjo, predstavnika federacije držav v eni osebi, monarha, pri čemer države lahko ohranijo povsem nemonarhistično ureditev ali imajo ob tem svojega monarha.

### Glede na demokratične elemente
- Demokracija - vlada imenovana od večine volilnega telesa, pri čemer je volilna pravica porazdeljena ne glede na spol, premoženje ali poreklo.
- Demakracija - odbori in odločevalni zbori po naključju izbranih ljudi med prebivalstvom, ki so pozvani, da odločajo o določenih vprašanjih. Gre za idejo, kako se ogibati posebnim interesnim skupinam pri odločanju
- Neposredna demokracija - Vladavina, kjer se prebivalstvo odloča z voljenjem in tako vpliva ali določa tudi zakonodajo ali politiko države.
- Liberalna demokracija - Vladavina, kjer po volitvah političnih strank in oblikovanem predstavniškem telesu, odloča o nadaljnji zakonodaji vlada po usklajevanju interesov tako političnih skupin kot političnih obljub svojemu volilnemu telesu pod grožnjo politične odgovornosti
- Predstavniška demokracija - vse pomembne odločitve sprejemajo voljeni predstavniki prebivalstva v imenu prebivalstva
- Socialna demokracija - skrb za uveljavitev kapitalističnih teženj bo pomagalo pri višjem standardu vseh državljanov
- Totalitarna demokracija - volivci razen volitev nimajo nobenega vpliva na delovanje države

### Glede na oligarhične elemente
- Gerontokracija
- Oligarhija - vladavina male skupine posameznikov, ki izkazujejo podobne interese in pomembne povezave
- Kritarhija - vladavina sodnikov, policistov in varuhov predpisov
- Mrežokracija - vladavina omrežij moči
- Plutokracija - vladavina premožnih
- Stratokracija - vladavina vojske, ki je tesno povezana z državno upravo
- Teokracija - vladavina verske ustanove, kjer vladajo državljani, ki so voditelji verske skupnosti. Primer je Vatikan, Tibetanska vlada in nekatere države islama
- Ergatokracija - vladavina predstavnikov delavskega razreda oziroma njihovih predstavnikov kot voditeljev režima

### Glede na večjo mednarodnopravno ureditev
Vladavine se razdeljujejo tudi glede na suverenost same vladavine, nadrejenost drugim sistemom, obstojem morebitne širše federacije ali konfederacije, pa tudi glede samega statusa države, ki je lahko tako mednarodno nepriznana ali le deloma priznana, lahko ima dvoje obstoječih vlad oziroma vlado v izgonu, posebna območja imajo lahko tudi izrazito nenavadne ureditve, ki so določene z mirovnimi pogodbami, mejnimi spori, ti. nevtralnimi zonami. Vlada je lahko delno delegirana od zunaj, vladavina je lahko močno odvisna od svojega statusa kolonije ali podrejena posebnim mirovnim silam.
Porazdelitve med državami so v velikih primerih le seštevek zgodovinskih, gospodarskih in socialno-ekonomskih dejavnikov. Vladavina potrebuje teorijo predvsem kot reševanje načelnih težav pri ohranjanju oblasti, ohranjanju izobilja med prebivalstvom in zmanjšanje duševnih bolezni med prebivalstvom med kriznimi obdobji. 
Teorija preučuje in tudi ugotavlja družbeno ureditev. Tako recimo v Evropski uniji poznamo republike z liberalno demokracijo in nekaj ustavnih monarhij. 
Z antike je pomembno razlagal o vladavini Platon v delu Država. Ena prvih novodobnih preučevanj vladavine je izvedel Niccolo Machiavelli v delu Vladar, ko je že področje Italije bilo polno izredno raznolikih vladavin. 

## Vrste
| - anarhija - aristokracija - avtokracija - birokracija - demokracija - diarhija - diktatura - gerontokracija - hierokracija | - matriarhat - monarhija - monokracija - ohlokracija - oligarhija - patriarhat - plutokracija - stratokracija - tehnokracija - teokracija - tiranija |  |